# George Conlon
Ne doit pas être confondu avec Georges Coulon (sculpteur).
George Conlon, né à Lonaconing dans le Maryland le 25 juin 1888 et mort le 15 décembre 1980 à Washington, est un sculpteur américain.

## Biographie
Élève de Paul Wayland Bartlett, Jean-Antoine Injalbert, Henri Bouchard et Paul Landowski à l'Académie Julian et à l'Académie Colarossi, il expose au Salon des artistes français de 1929 Portrait de la femme de l'artiste et Portrait de Harrison Dulles et son chien favori. 